# 第二鉄
第二鉄（だいにてつ、Fe3+、鉄(III)、iron(III)、ferric)は、鉄の3価の陽イオンで、黄色から橙色である。
水酸化物イオンと反応して水酸化鉄の沈殿を生じ、チオシアン酸カリウムとでは血赤色の溶液になる。ヘキサシアニド鉄(II)酸カリウムとではベルリンブルーの沈殿を生じ、硫化水素とは、塩基性下で一度鉄IIIイオンを鉄IIイオンに還元し、その後硫化鉄の沈殿を生じる。しかし、酸性下では鉄IIイオンに還元されるだけで、沈殿は生じない。
代表的な化合物には塩化鉄や酸化鉄がある。